# Autun
Autun is een stad in de regio Bourgogne in Frankrijk. Autun ligt in het departement Saône-et-Loire en is daar tevens een onderprefectuur van. Op 1 januari 2022 woonden er 13.144 mensen, die Autunois worden genoemd. Autun is een oude, Romeinse stad met als belangrijkste bezienswaardigheid de middeleeuwse kathedraal van Autun, toegewijd aan de Heilige Lazarus.

## Geografie
De oppervlakte van Autun bedroeg op 1 januari 2022 61,52 vierkante kilometer; de bevolkingsdichtheid was toen 213,7 inwoners per km². Autun ligt in een heuvelachtig gebied met bossen, net buiten het natuurpark van de Morvan. De stad ligt aan de rivier Arroux.
De onderstaande kaart toont de ligging van Autun met de belangrijkste infrastructuur en aangrenzende gemeenten.

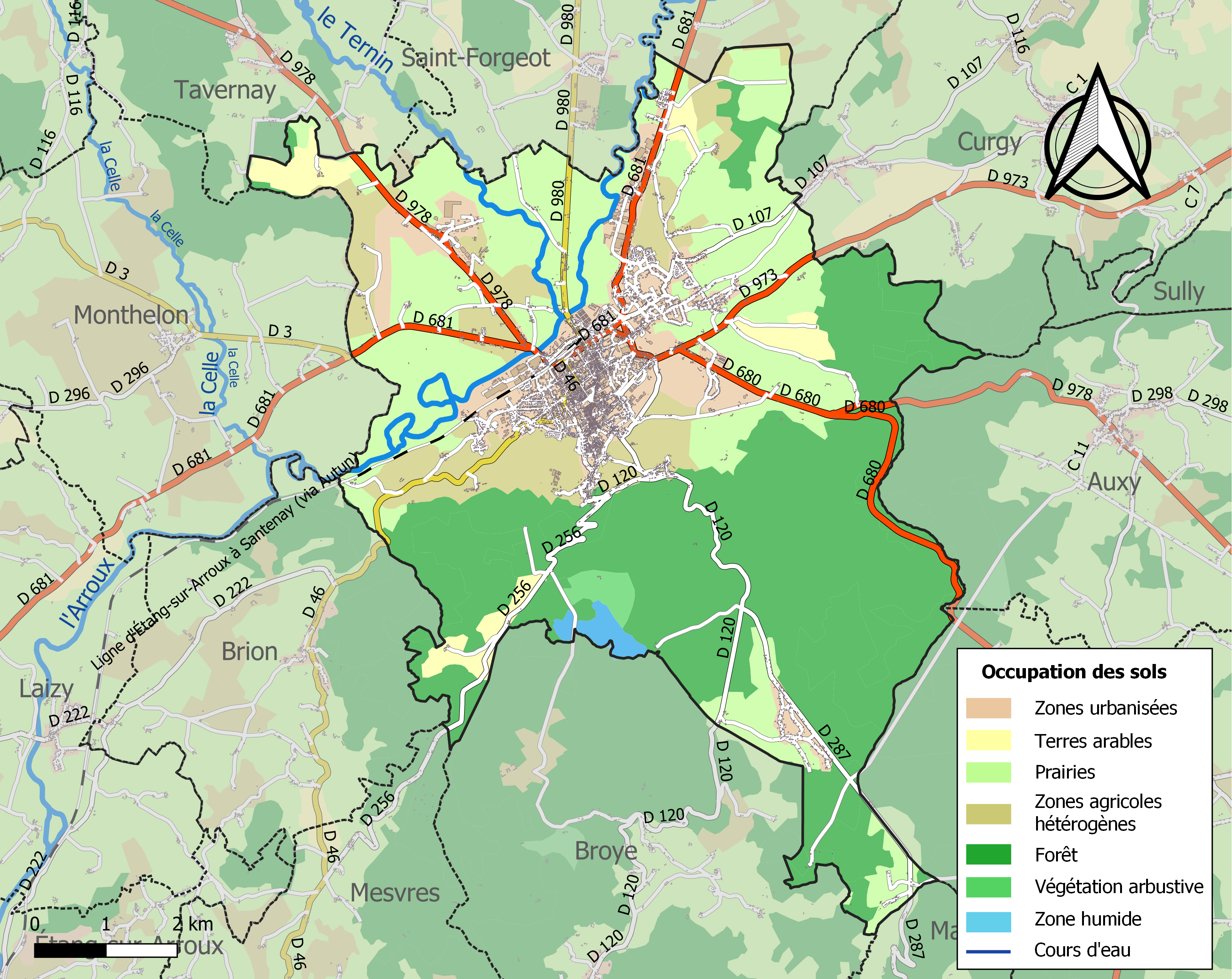

## Geschiedenis

### Oudheid
Autun werd in de eerste eeuw v.Chr. gesticht door het Gallische volk van de Haedui, en werd hun nieuwe hoofdstad, in opvolging van Bibracte. Na door de Romeinen te zijn veroverd werd de stad Augustodunum genoemd, naar de Romeinse princeps Augustus. Hij wilde in Gallië een stad stichten die de macht van Rome zou uitdrukken. Daarom kreeg Autun enkele indrukwekkende gebouwen. Van sommige zijn nog de overblijfselen te zien, zoals van de tempel van Janus en een theater. Autun werd gesticht aan de weg tussen Marseille en de Kanaalkust, ofwel tussen  Lyon en Boulogne, die zowel voor de handel als in strategisch opzicht belangrijk was. Ook op cultureel gebied was Autun belangrijk in de Romeinse tijd; de stad was bekend door haar school voor retoriek.
Het bisdom Autun werd opgericht in de vierde eeuw. De stad had intussen een 6 km lange stadsmuur met 53 torens en 4 stadspoorten. Autun werd geplunderd bij de invallen van de Germaanse stammen. De stad was eind 6e eeuw de residentie van Brunhilde, de koningin-moeder van Austrasië, die vanuit Autun het Burgondische erfdeel van haar zoon bestuurde. In 725 verwoestten Saracenen de stad; zij waren vanuit de Rhône, de Saône opgevaren. In 888 deden de Noormannen hetzelfde. 

### Middeleeuwen
In de tiende eeuw werd Autun onderdeel van het Hertogdom Bourgondië. In de middeleeuwen kende Autun opnieuw een bloeiperiode. Het werd een religieus centrum en kreeg een kathedraal. Deze kathedraal Saint-Lazare werd gebouwd tussen 1120 en 1132 in de Romaanse Cluny-stijl, met indrukwekkend Romaans beeldhouwwerk.

### Nieuwe tijd
In 1675 werd een grootseminarie gebouwd; een gebouw met een kloosteromgang en gekleurde dakpannen. Dit werd na de Franse Revolutie achtereenvolgens ziekenhuis, gevangenis en school. In 1885 werd het een militaire school. In 1709 werd er een jezuïetencollege geopend. In 1779 liep Napoleon Bonaparte enkele maanden school in dit college, dat later zijn naam kreeg als Lycée Bonaparte.
In de omgeving van Autun werd in 1852 het radioactief mineraal autuniet ontdekt.

## Demografie
Onderstaande figuur toont het verloop van het inwonertal (bron: INSEE-tellingen).

## Stadsbeeld
Het opvallendste gebouw in de stad is de kathedraal Saint-Lazare, waarvan de bouw begon in de 12e eeuw. Het timpaan van het hoofdportaal wordt beschouwd als een van de meesterwerken van romaanse beeldhouwkunst. Het stelt het Laatste Oordeel voor. De beeldhouwer, Gijzelbert (Gislebertus), heeft zijn naam aangebracht onder de voeten van Christus.
Uit de Romeinse periode bleven enkele stadspoorten en een Romeins theater bewaard. Ook is er net buiten de stad een ruïne van een Romeinse tempel (Temple de Janus). In het oude theater wordt elk jaar een historisch klank-en-lichtspel opgevoerd. Een ander opvallend Romeins bouwwerk net buiten de stad is de Pyramide de Couhard, een sterk geërodeerde piramide uit de 1e eeuw.
Verder is er het voormalig bisschoppelijk paleis uit de 18e eeuw, het stadhuis en het Italiaans theater uit de 19e eeuw.

## Sport
Autun was twee keer etappeplaats in wielerkoers Ronde van Frankrijk. De Zweed Magnus Bäckstedt en de Italiaan Filippo Pozzato wonnen er in respectievelijk in 1998 en 2007 een etappe.

## Bekende inwoners van Autun

### Geboren
- Nicolas Rolin (1376-1462), kanselier van het Bourgondische rijk
- Ferry van Clugny (1430-1483), Bourgondisch staatsman
- Louis Renault (1843-1918), professor en Nobelprijswinnaar

### Overleden
- Adelbert I van Ivrea (932-971), medekoning van Italië
- Willem van Auxonne (1294-1344), kanselier van de graafschappen Vlaanderen, Rethel en Nevers

### Begraven
- Brunhilde (534 - 613), koningin van Austrasië en Bourgondië.

## Galerij

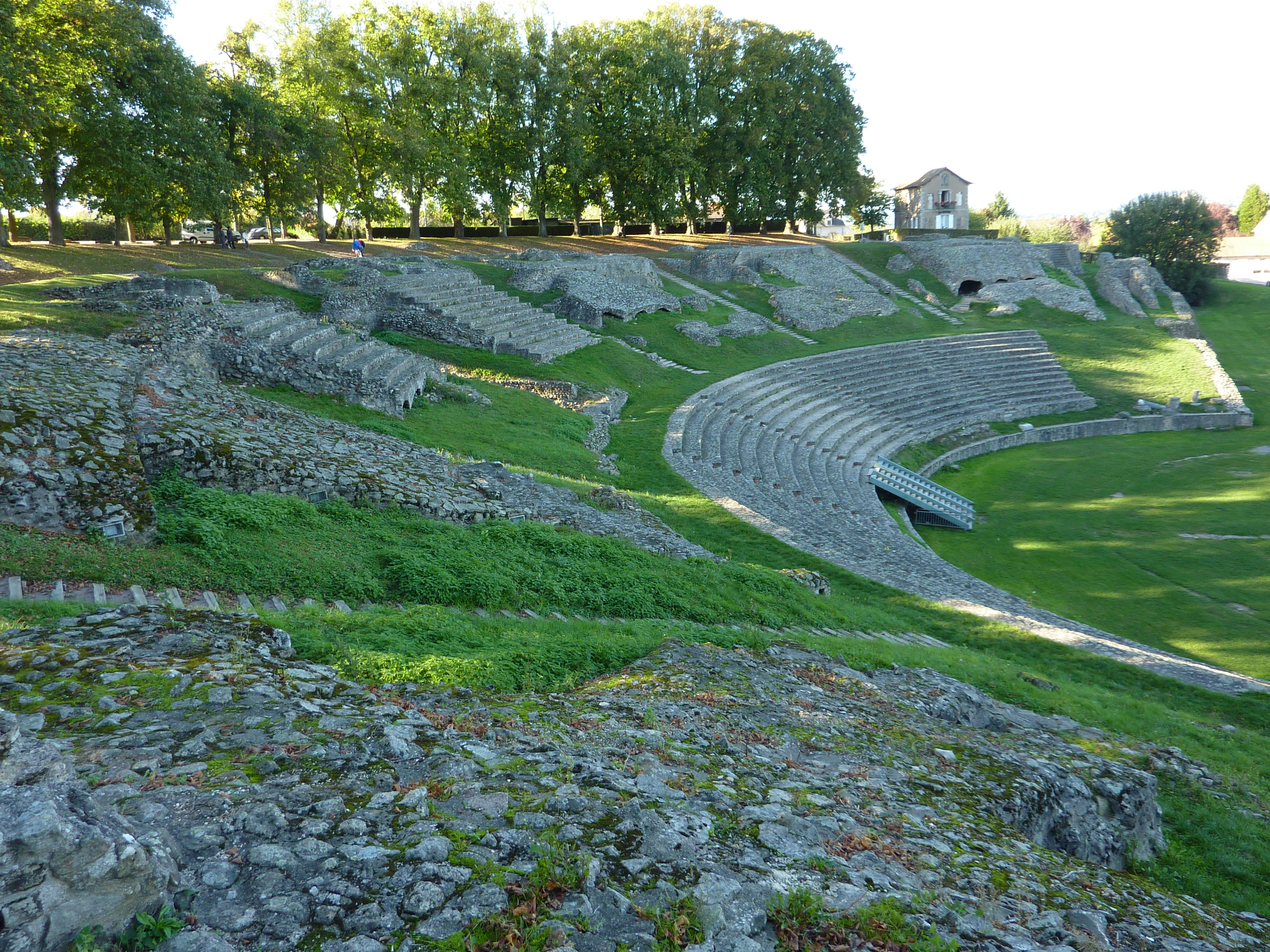
Het Romeins theater
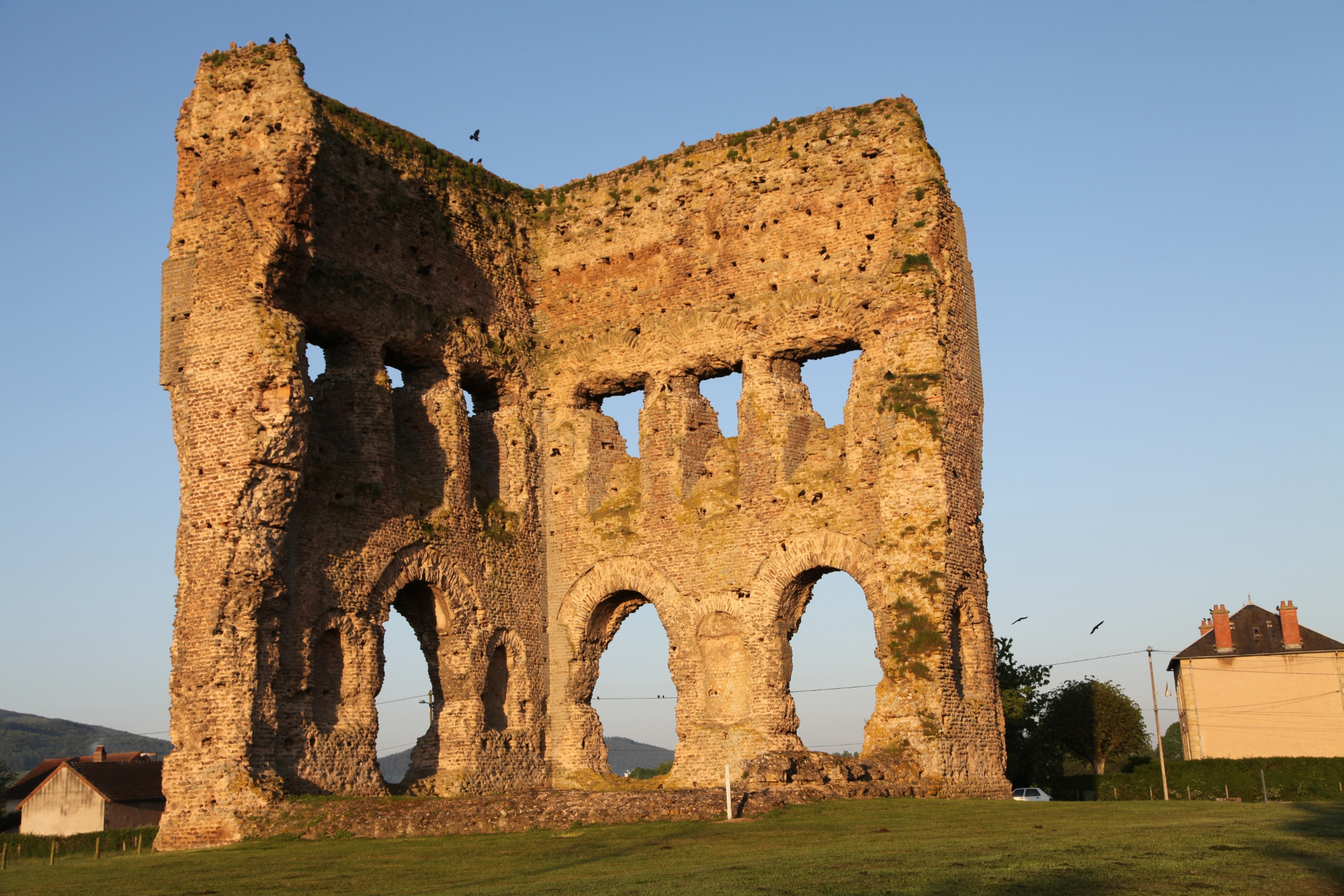
Tempel van Janus
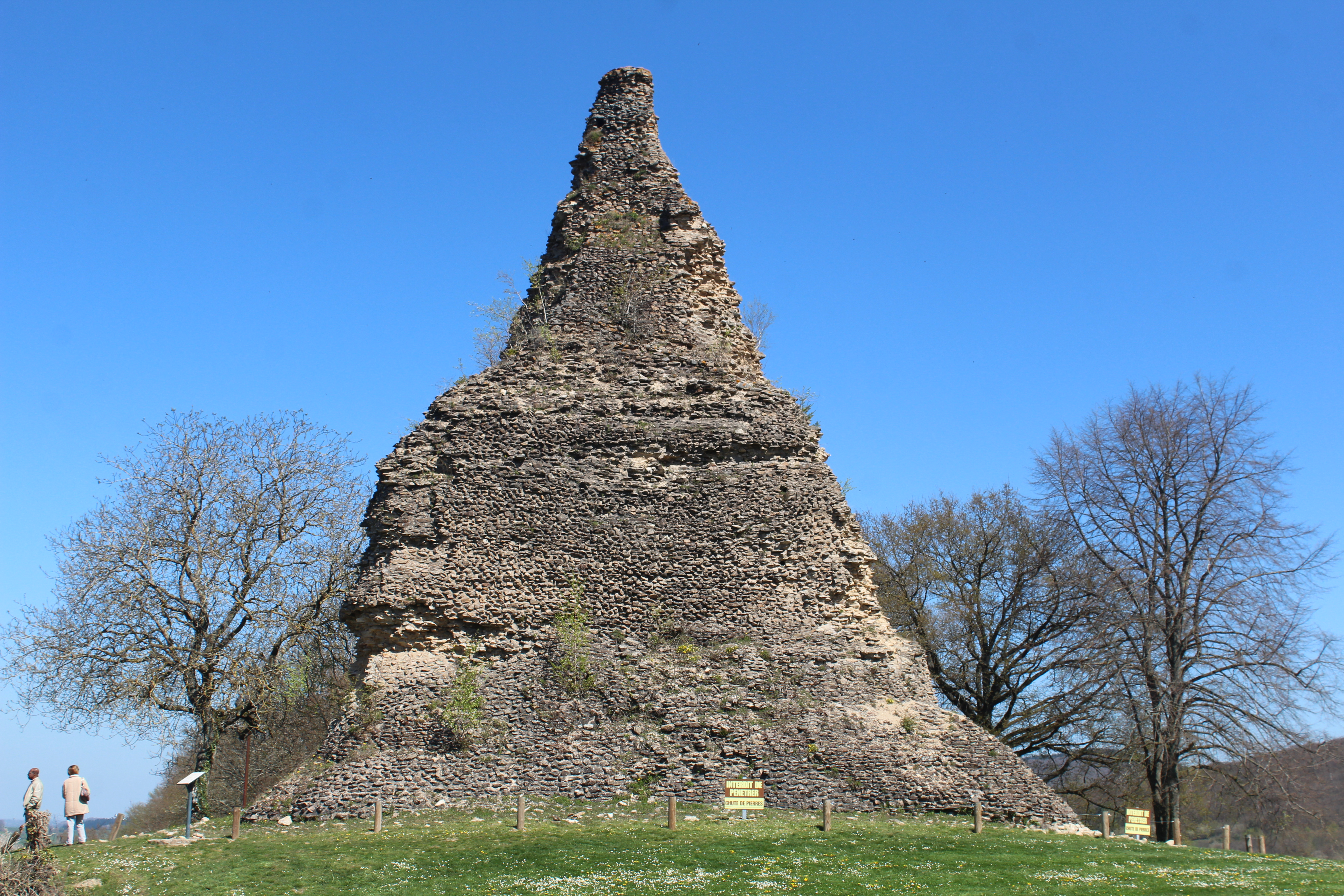
Piramide van Couhard
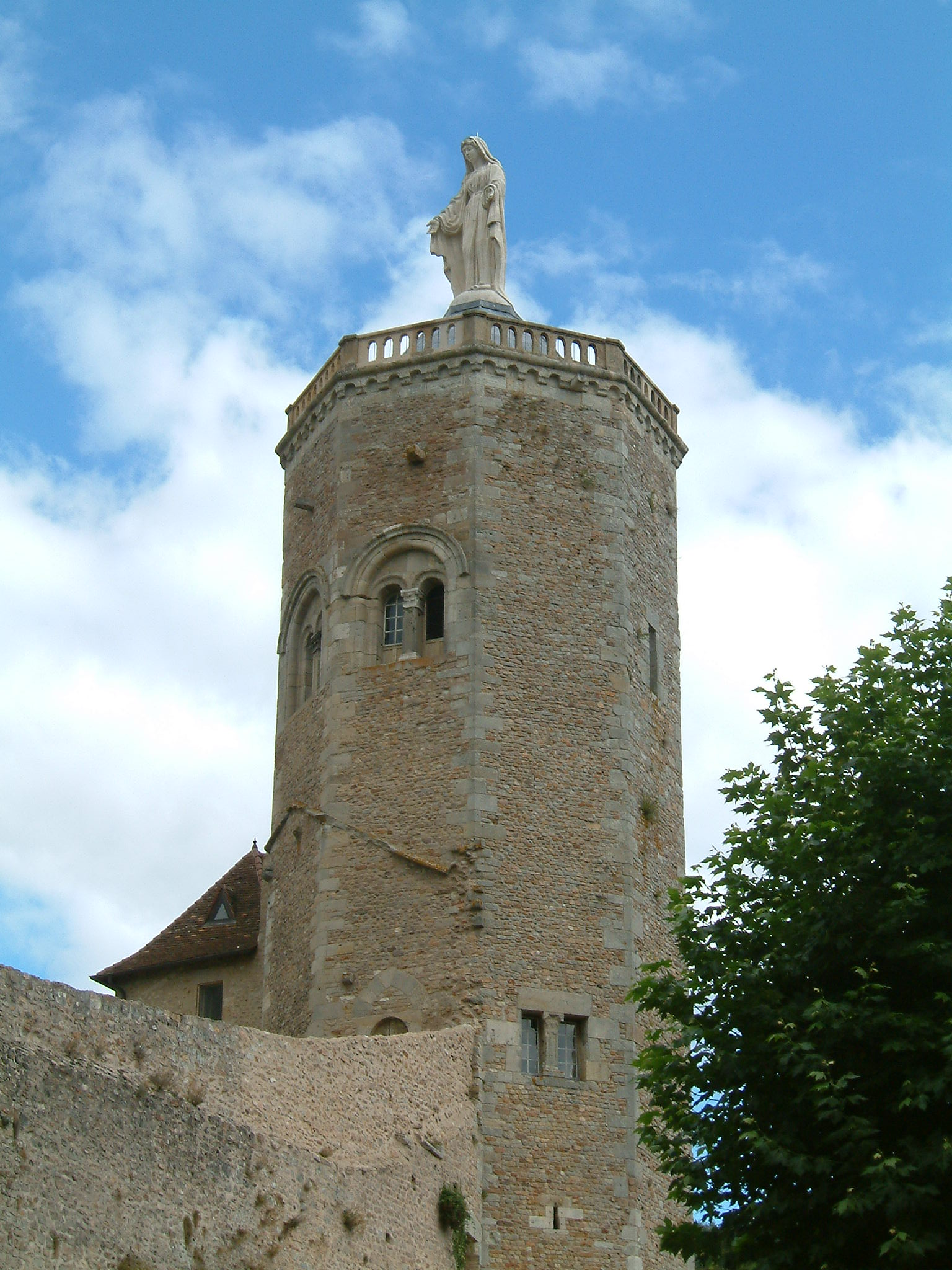
De toren Tour Ursulines
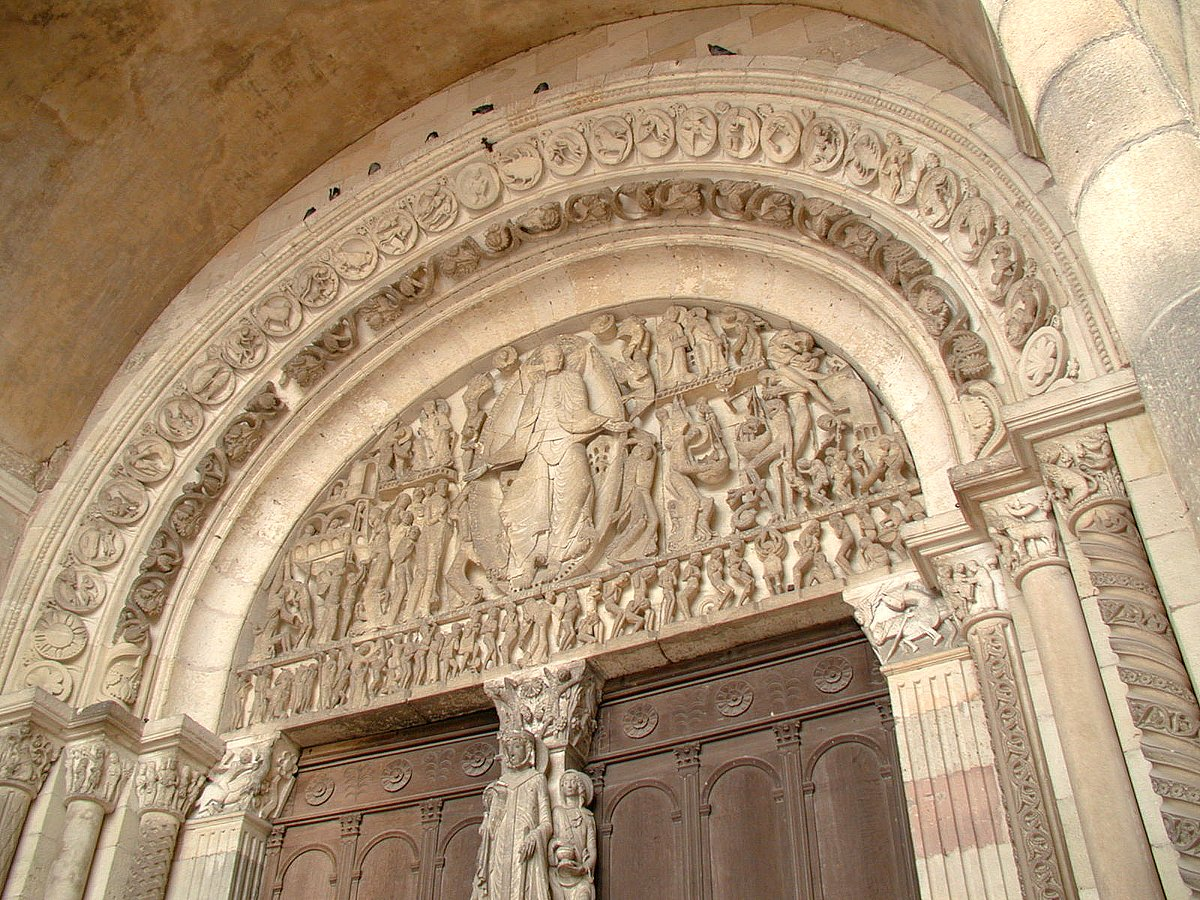
Portaal van de kathedraal
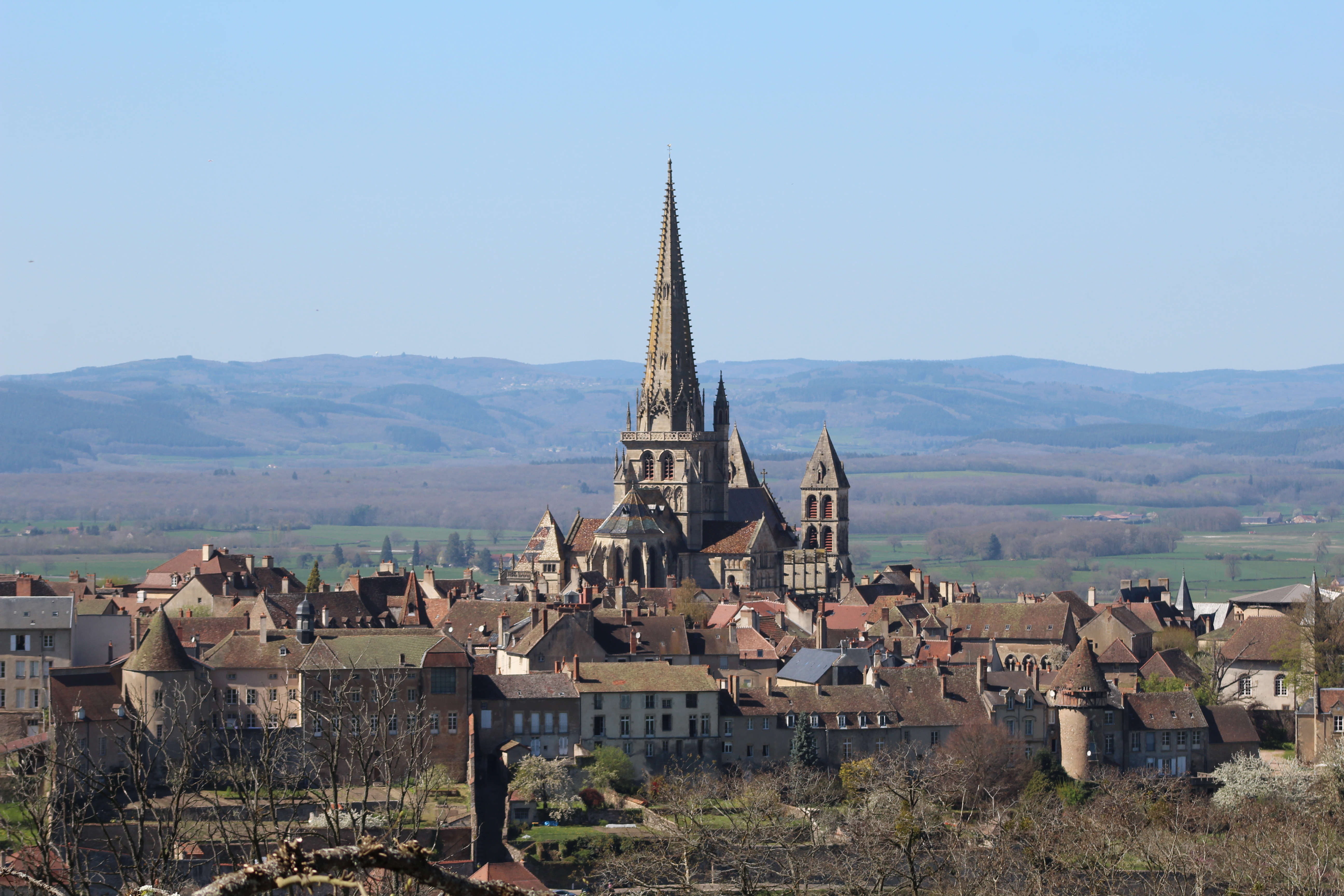
De kathedraal Saint-Lazare van Autun
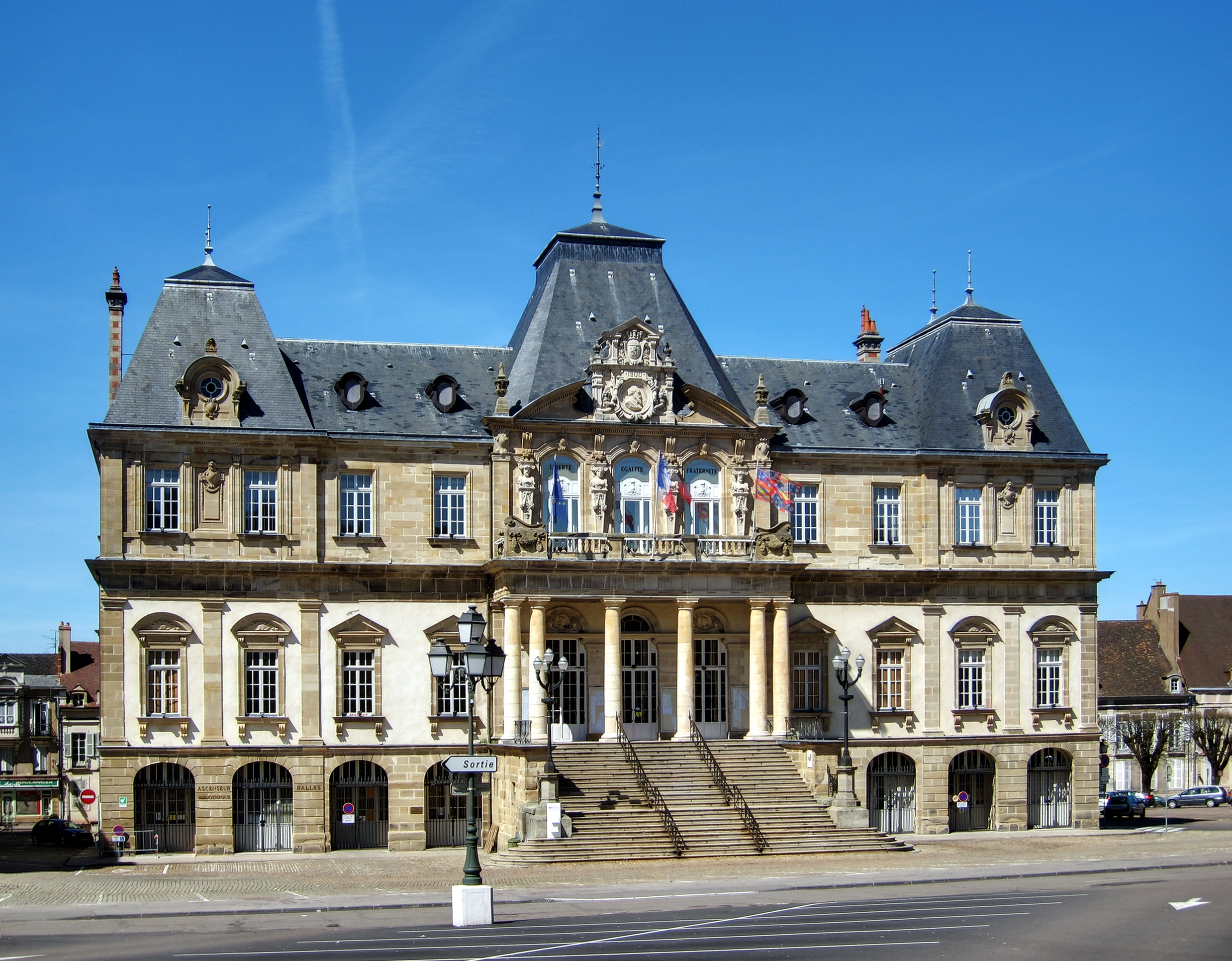
Het gemeentehuis (Hôtel de ville) van Autun
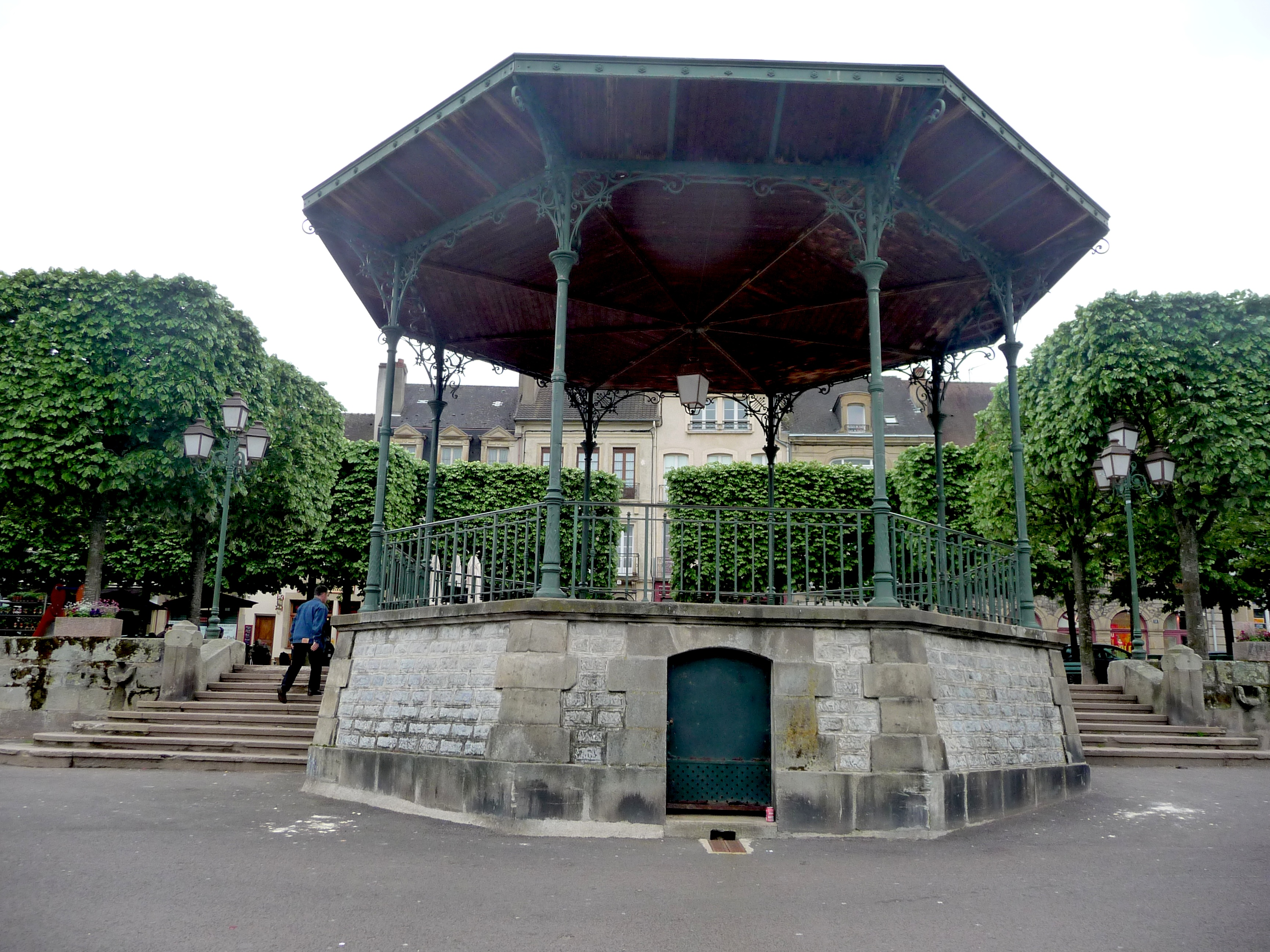
Prieel op het plein place du Champ de Mars
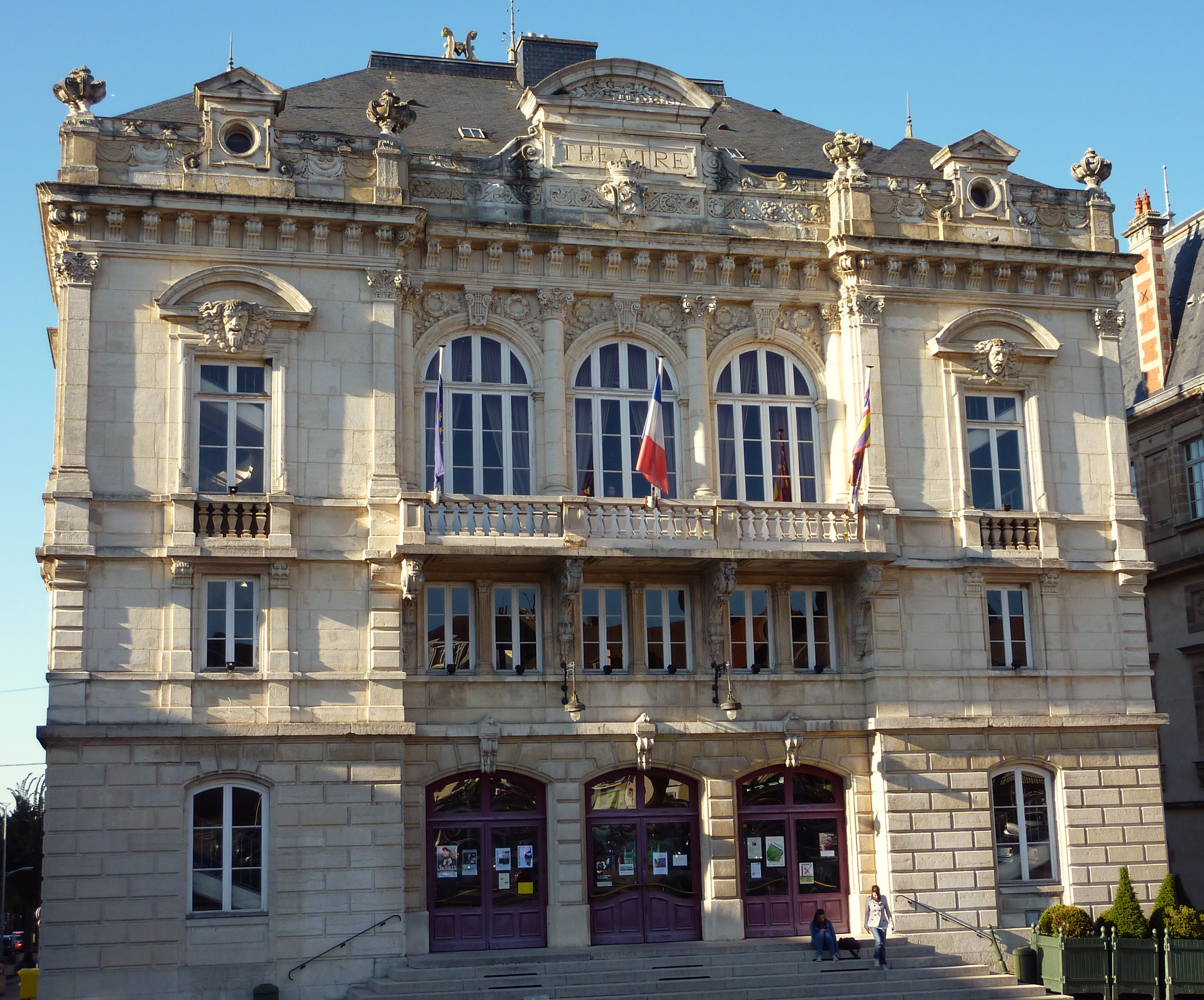
Het theater (Théâtre italien)